# Place Saint-Géry
La place Saint-Géry (en néerlandais : Sint-Goriksplein) est une place du centre de Bruxelles. Elle est le cœur de la toute première colonie de population bruxelloise. Les halles Saint-Géry se trouvent sur cette place.

## Histoire

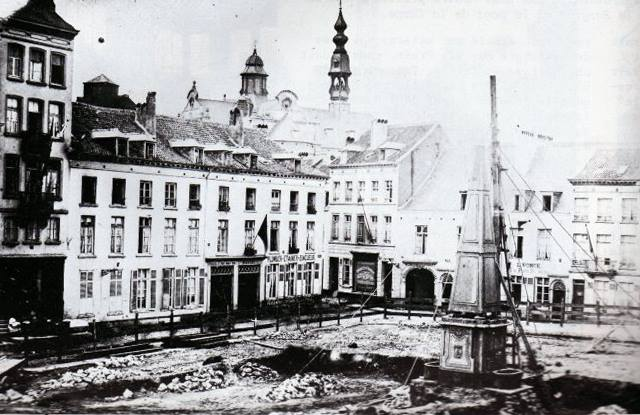
La place en 1881.

En 979, Charles, duc de Basse-Lotharingie, aurait fondé un castrum sur une île de la Senne ainsi qu'une chapelle dédiée à Saint Géry, qui abritait les reliques de Gudule de Bruxelles. Cette île Saint-Géry avait à son  sommet de l'actuelle place Saint-Géry.
Au XVIe siècle, la chapelle a été reconstruite en église Saint-Géry de style gothique tardif, qui a été démolie sous la domination française vers 1797, après quoi une place rectangulaire actuelle a ainsi été formée. Jusqu'en 1832, elle s'appelait place de la fontaine d'après une ancienne fontaine de la région. En 1802, cette ancienne fontaine a été remplacée par une autre venant de l'ancienne abbaye de Grimbergen. Elle est aujourd'hui au centre des halles Saint-Géry, halles de style néo-Renaissance, construites par l'architecte Adolphe Vanderheggen lors des voûtement de la Senne en 1881 et qui servaient de marché aux légumes jusqu'en 1977. Les halles Saint-Géry sont un monument protégé qui a été transformé en espace d'exposition et café.
Après la dégénérescence du quartier Dansaert dans les années 80, le quartier Saint-Géry est l'un des lieux de divertissement les plus branchés de Bruxelles.